# Fraunhofer-Patentstelle für die Deutsche Forschung
Die Fraunhofer-Patentstelle für die Deutsche Forschung (PST) in München war von 1955 bis 2007 eine Einrichtung der Fraunhofer-Gesellschaft. Sie beriet freie, von der Industrie nicht geförderte Erfinder und unterstützte sie bei der Verwertung ihrer Erfindungen, zum Beispiel bei der Anmeldung und Lizenzierung von Patenten.
So nahm sie die Rolle eines aktiven Vermittlers zwischen Wissenschaft und Wirtschaft wahr. Die Akquisition und Vermarktung qualifizierter Erfindungen insbesondere aus Hochschulen, Forschungseinrichtungen, Unternehmen sowie Technologieberatung und -vermittlung bilden den Kern dieses Auftrags.
Die Patentstelle musste ihre Tätigkeit zum 31. Dezember 2007 beenden. Die Auflösung erfolgte aus steuerrechtlichen Gründen. Das Bayerische Staatsministerium der Finanzen hatte der Fraunhofer-Gesellschaft im März 2007 mitgeteilt, dass die Beratungsleistung der Patentstelle ohne konkreten Forschungsbezug erfolge und daher nicht die Voraussetzungen eines gemeinnützigkeitsrechtlich unschädlichen Zweckbetriebs erfülle. Diesem Sachverhalt musste die Fraunhofer-Gesellschaft Rechnung tragen, um nicht die Gemeinnützigkeit der gesamten Gesellschaft zu gefährden.